# Crack the Skye
Crack the Skye — четвёртый студийный альбом американской прогрессив-метал группы Mastodon, выпущенный 24 марта 2009 года на лейбле Reprise Records. Альбом дебютировал на 11 позиции Billboard 200, разойдясь тиражом в 41 000 копий за первую неделю. В Австралии альбом дебютировал на 19 позиции. Он был распродан в количестве 200 000 копий на территории США по состоянию на сентябрь 2010 года, что делает его одним из самых продаваемых альбомов группы на сегодняшний день.
Согласно интервью на DVD The Making of Crack the Skye, концепция этого альбома олицетворяет собой стихию эфира, который представлен душами и сущностями всех вещей, эта тема тесно связана с содержанием альбома. Поскольку стихии огня, воды и земли уже были представлены в первых трех альбомах группы Remission, Leviathan, Blood Mountain и седьмом альбоме группы Emperor of Sand соответственно, стихия воздуха является единственным классическим элементом, который еще не был представлен альбомом Mastodon, так как их следующие студийные альбомы The Hunter и Once More 'Round the Sun, не олицетворяют собой ни одну из стихий и не являются концептуальными альбомами.
Crack the Skye — первый студийный альбом группы, на котором барабанщик Брэнн Дейлор также выступает в роли третьего вокалиста.

## Содержание альбома
Барабанщик Брэнн Дейлор назвал альбом более «сфокусированным», чем его предшественник, Blood Mountain: «Возможно, у этой записи более глубокая душа, которая требовала более детального изучения… Мы стали более вовлечены в то, чтобы почувствовать атмосферу альбома, и все стало казаться более жутким и отстранённым, и начало происходить что-то особенное». Во время написания альбома Брент Хайндс слушал In the Court of the Crimson King от King Crimson каждый день как вдохновение, в то время как Дэйлор и Трой Сандерс слушали Animals Pink Floyd.
Вокалист/басист Трой Сандерс сказал в интервью Stereogum: «Crack the Skye - это отступление от всего того, что мы записывали ранее, в том смысле, что мы как будто пристегнулись к ракетам и на некоторое время вылетели с Земли, а затем начали управлять вселенским эфиром и как бы начали на время спать на крыше этого мира, чтобы получить представление об этой записи. ...По сути, мы исследуем мир эфира. Мы рассекаем темную материю, которая доминирует во вселенной, в двух словах».
На неоднократно поднимаемые вопросы во множестве интервью, Дейлор ответил, что запись расскажет историю, касающуюся художественной эстетики Царской России, астральных путешествий, внетелесном опыте и теорий Стивена Хокинга о червоточинах:

«Альбом рассказывает про человека с парализованными ногами, и единственный способ, благодаря которому он может пойти куда угодно — это астральные путешествия. Он выходит из своего тела прямо в космос и, наподобие Икару, он подлетает слишком близко к солнцу, сжигая золотую пуповину которая привязана к его солнечному сплетению. Поэтому он находится в космическом пространстве, он потерян, его затягивает в червоточину и он попадает в царство духов и разговаривает с ними, говоря им, что он на самом деле не мертв. Поэтому духи посылают его к русскому культу, который проводит ритуал предсказания будущего («Divination») и выясняет его проблему. Оккультисты решаются помочь ему. Они помещают его душу в тело Распутина («The Czar»). Распутин идет, чтобы узурпировать царя и его убивают. Из тела Распутина вылетают две души через трещину в небе («Crack the Sky(e)»), а Распутин — мудрый человек, который пытается привести дитя домой к его телу, потому что родители уже обнаружили его и думают, что он мертв. Распутин должен вернуть его обратно в тело, пока не стало слишком поздно. Но они в конечном итоге сталкиваются с Дьяволом на своём пути, и тот пытается украсть их души и забрать с собой в ад ... на этом пути есть некоторые препятствия»

.
Дейлор также сказал, что название «Crack the Skye» является данью уважения его сестре, Скай Дейлор (Skye Dailor), которая покончила жизнь самоубийством в возрасте 14 лет.

«Моя сестра скончалась, когда я был подростком, и это было ужасно, и нет лучшего способа отдать дань уважения усопшему близкому человеку, чем иметь возможность быть в группе с моими друзьями, и заниматься вместе искусством. Ее звали Скай. Так что «Crack the Skye» означает много разных вещей. Для меня лично это означает тот момент, когда вам сказали, что вы потеряли кого-то дорогого вам, и [этого момента] достаточно, чтобы расколоть небо».

Скотт Келли, который был приглашённым музыкантом на заглавном треке, сказал следующее о песне:

«Эта песня была действительно очень, очень тяжелой, но её нужно было сделать. Эта песня была о сестре Брэнна и о том, как она скончалась, это была история, с которой я был очень хорошо знаком от Брэнна. Когда он решил это сделать, он позвонил мне чтобы поговорить об этом и сказал "это то, что я хочу сделать" и "я очень, очень хочу, чтобы ты спел эту песню», и я ответил, вы знаете, "конечно, я спою". Я отнесся к этому очень серьезно, и пару раз переписывался по электронной почте с отцом Брэнна, просто говорил с ним о Скай, а потом он прислал мне ее фотографию, и я сидел там и смотрел на её фотографию и просто как бы размышлял о ней и обо всей этой ситуации, о её семье, а затем в студии фактически выдавил всё это дерьмо из себя и записал песню с ее фотографией, я просто пытался сделать это настолько реально, насколько я чувствовал, что смогу».

## Обложка
Пол Романо, который до этого момента делал все обложки альбомов Mastodon, создал его и для Crack the Skye. На рисунке представлены различные образы эфира, тесно связанные с общей концепцией записи. Crack the Skye был выпущен в двух изданиях: стандартном и ограниченном. Последнее имеет детально проработанное оформление с туннельной книгой, которая при просмотре показывает трехмерные изображения. По обеим сторонам туннельной книги можно увидеть «скрытое» изображение сестры Бранна Дэйлора, Скай.

## Релиз
Crack the Skye был выпущен как в виде стандартной CD-версии, так и в виде CD/DVD-версии, которая включала бонусный DVD с документальным фильмом и комментариями к трекам. Кроме того, был выпущен стандартный однодисковый LP и ограниченная серия 2xLP. «Супер-делюкс» CD/DVD-версия, которая включает в себя туннельную книгу и литографию обложек альбомов, была распродана во время предварительных заказов, а «Royal Edition» (Королевское издание) с CD-диском с инструментальными версиями песен и совершенно новой черно-золотистой обложкой было выпущено 15 декабря 2009 года.

## Отзывы критиков
| Совокупная оценка | Совокупная оценка |
| Источник          | Оценка            |
| ----------------- | ----------------- |
| Metacritic        | 82/100            |
| Оценки критиков   |                   |
| Источник          | Оценка            |
| Absolutepunk.net  | 88%               |
| Allmusic          | [ 22 ]            |
| The Guardian      | [ 23 ]            |
| Music Emissions   | [ 24 ]            |
| New York Times    | +                 |
| Paste             | 9.0/10            |
| Pitchfork Media   | 8.0/10.0          |
| PopMatters        | 8/10              |
| Rock Sound        | 10/10             |
| Rolling Stone     | [ 30 ]            |
| Spin              | [ 31 ]            |

Первоначальная реакция музыкальных критиков на Crack the Skye была очень положительной. На Metacritic, который присваивает усреднённый рейтинг из 100 баллов на основе рецензий авторитетных критиков, альбом получил 82 балла, основываясь на 29 рецензиях, что указывает на статус «всеобщее признание».
Среди критиков, положительно отметивших альбом, был Ник Крэкнелл из Total Guitar, который присудил альбому рейтинг 5/5, назвав его «еще более амбициозным по объему и звучанию, чем Blood Mountain 2006 года. В нем использованы элементы прогрессивного метала и кантри, но, прежде всего, классического рока, Хайндс и Келлихер буквально добавляют новые измерения в постоянно расширяющееся звучание группы». Decibel, который до этого назвал Blood Mountain лучшим альбомом 2006 года, дал Crack the Skye рейтинг 7/10, его обозреватель Джо Гросс ответил, что «"Crack" явно создан как  произведение, которое оценивается по мере прослушивания, группы, которая устала от людей, не отвечающих на их сухопутную игру, поэтому они бросают мяч в воздух. Кто знает, когда он упадет?». Обзор Clash был особенно ярким в восхвалении альбома, говоря, что "никакой металлический релиз 2009 года, вероятно, не будет столь же важным как Crack the Skye». Рецензент отметил роскошное звучание и эмоции альбома и завершил обзор утверждением, что альбому «несомненно суждено стать легендой». Обозреватель Нэйт Чинен из The New York Times отметил «смелое видение и яркую реализацию альбома». Поп-музыкальный критик New Yorker Саша Фрере-Джонс назвал его одним из своих любимых альбомов года в своем личном блоге и в статье для The New Yorker, назвав Crack the Skye «невероятно интересным альбомом».

## Признание
Crack the Skye был назван одним из самых популярных альбомов 2009 года по мнению многочисленных музыкальных изданий. Журнал Classic Rock поместил его на третье место в рейтинге «Лучшие альбомы 2009 года», в то время как Kerrang! поместил его на 4 позицию в списке «Главных альбомов 2009». Журнал Time поместил Crack the Skye на 3-е место в списке «10 лучших альбомов 2009 года», а Rock Sound назвали его «Альбомом 2009 года». Кроме того, журнал Spin назвал его 17-м лучшим альбомом года. Rhapsody назвали его седьмым лучшим альбомом 2009 года. Альбом был также признан критиками и соавторами журнала Metal Hammer альбомом №1 2009 года. В 2014 году TeamRock поставили Crack the Skye на 57-е место в своем списке «Топ-100 лучших прог-альбомов всех времен», комментируя: «Альбом Mastodon 2009 года наполнен кровью и громом (blood and thunder) по сравнению с предыдущими релизами, но поднимает все на новый музыкальный уровень. Своенравная и продуманная работа от прогрессивных тяжеловесов». Альбом был удостоен награды "Metal Storm Award 2009" года как «Лучший альбом альтернативного металла». Американский онлайн-журнал Loudwire поместил альбом на 7-е место в топе-25 альбомов прогрессивного метала всех времён.

## Список композиций
Слова и музыка всех песен — Mastodon.
| №  | Название                                                                 | Длительность |
| -- | ------------------------------------------------------------------------ | ------------ |
| 1. | «Oblivion»                                                               | 5:47         |
| 2. | «Divinations»                                                            | 3:39         |
| 3. | «Quintessence»                                                           | 5:27         |
| 4. | «The Czar" - I. "Usurper" - II. "Escape" - III. "Martyr" - IV. "Spiral"» | 10:54        |
| 5. | «Ghost of Karelia»                                                       | 5:25         |
| 6. | «Crack the Skye (feat. Скотт Келли)»                                     | 5:54         |
| 7. | «The Last Baron»                                                         | 13:01        |

## Участники записи
- Брент Хайндс — гитара, вокал
- Билл Келлихер — гитара
- Трой Сэндерс — бас, вокал
- Брэнн Дэйлор — ударные, вокал
- Рич Моррис — клавиши, меллотрон
- Скотт Келли — вокал на «Crack the Skye»

## Чарты
| Чарт (2009)                     | Высшая позиция |
| ------------------------------- | -------------- |
| Australian ARIA Albums Chart    | 19             |
| Austrian Albums Chart           | 42             |
| Belgian Albums Chart (Flanders) | 26             |
| Belgian Albums Chart (Wallonia) | 73             |
| Canadian Albums Chart           | 13             |
| Danish Albums Chart             | 37             |
| Dutch Albums Chart              | 56             |
| Finnish Albums Chart            | 6              |
| French Albums Chart             | 106            |
| New Zealand RIANZ Albums Chart  | 23             |
| Norwegian Albums Chart          | 6              |
| Swedish Albums Chart            | 23             |
| Swiss Albums Chart              | 58             |
| UK Albums Chart                 | 34             |
| U.S. Billboard 200              | 11             |